# José de Madrazo y Agudo

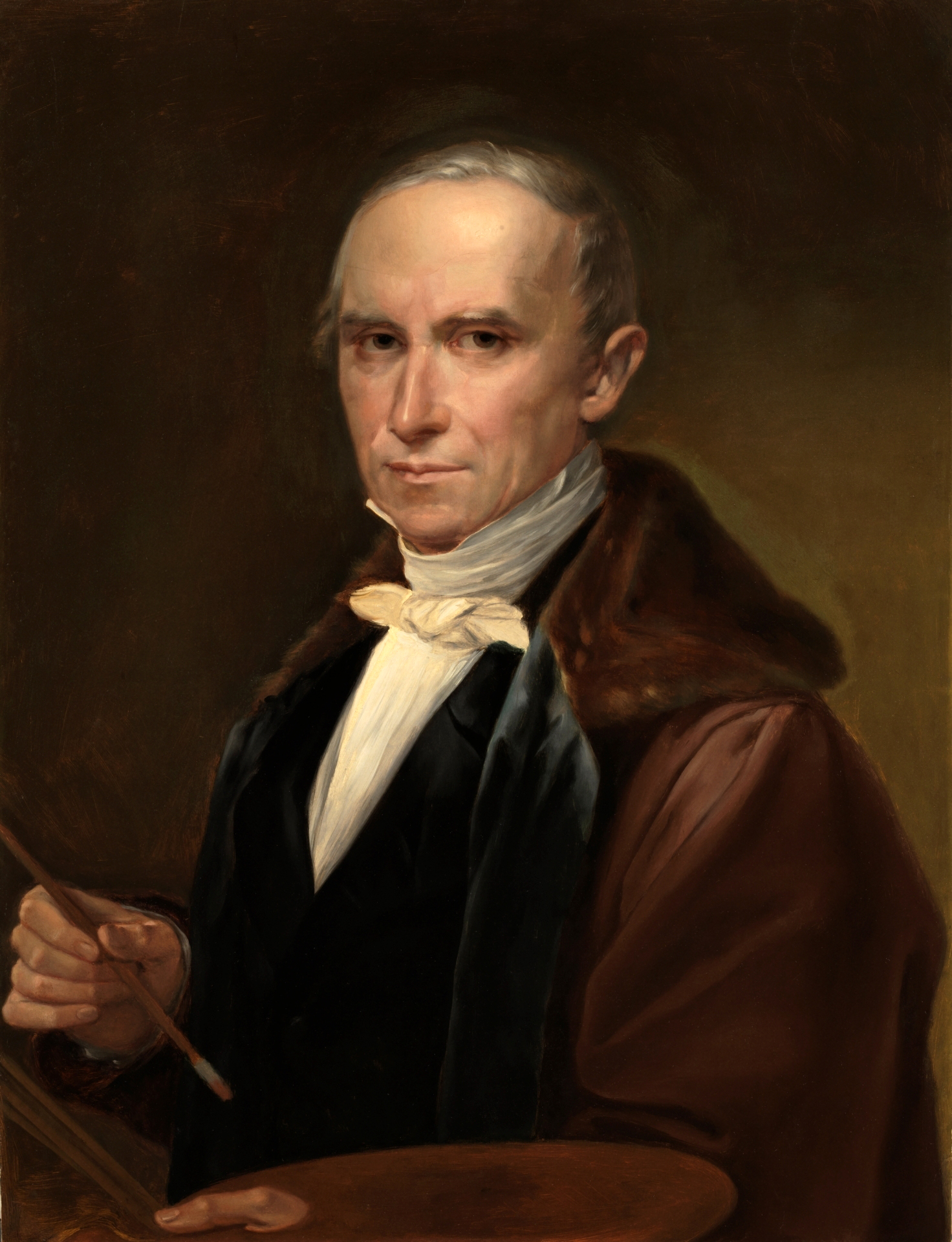
Selbstporträt von José Madrazo (Öl auf Karton, 73,5 × 56 cm). Um 1840, Museo del Prado, Madrid

José de Madrazo y Agudo, auch José de Madrazo (geboren 22. April 1781 in Santander; gestorben 8. Mai 1859 in Madrid) war ein spanischer Maler, Radierer und Lithograf des Klassizismus. Er malte Porträts, Historien- und Kirchenbilder und war von 1838 bis 1857 Direktor des Museo del Prado.

## Leben
José de Madrazo y Agudo studierte in Madrid bei Cosme de Acuña und Gregorio Ferro, die zu Beginn des 19. Jahrhunderts beide Direktoren der Königlichen Akademie der Schönen Künste von San Fernando waren. Fernando La Serna, der damalige spanische Botschafter in Frankreich, wurde auf Madrazos Talent aufmerksam und brachte ihn nach Paris, wo Madrazo sich der Werkstatt des Historienmalers Jacques-Louis David anschloss, dessen Schüler er wurde. Während der napoleonischen Ära zog er nach Rom, wo er an der Accademia di San Luca zugelassen wurde. Er wurde dort kurzfristig inhaftiert, weil er sich weigerte, Napoleon II. nach der Einnahme der Stadt durch die Franzosen als König von Rom anzuerkennen. In Rom heiratete er 1810 Isabel (Elisabeth), eine Tochter des Malers Tadeusz Kuntze.
José de Madrazo war Hofmaler der spanischen Könige Karl IV. und Ferdinand VII. 1818 kehrte er nach Madrid zurück, lehrte an der Akademie der Schönen Künste von San Fernando und wurde ihr Direktor. Madrazo war ebenfalls Gründer und Direktor des königlichen lithografischen Instituts.
Ab 1836 war er Mitglied einer Verwaltungskommission des 1819 eröffneten Museo del Prado und arbeitete am Katalog der Sammlung für Skulpturen, die einer Erweiterung unterzogen wurde. Die Kommission wurde 1838 wieder aufgelöst und José de Madrazo wurde am 21. April zum Direktor des Prado ernannt. Zunächst war er mit seiner Nominierung nicht einverstanden, da die neue Tätigkeit weniger künstlerische als verwaltungstechnische Aspekte beinhaltete, engagierte sich jedoch dann für das Museum. In seiner Amtszeit änderte Madrazo die Öffnungszeiten für die Öffentlichkeit zugunsten der Sonn- und Feiertage, ließ sechs zusätzliche Ausstellungssäle ausbauen und gab einen neuen Katalog in Auftrag, der 1843 fertiggestellt wurde und auf 448 Seiten 1949 Gemälde beschrieb. Madrazo ließ 1842 ein großes Relief an der Hauptfassade anbringen und veranlasste die Erweiterung des Gebäudes nach Süden, die 1853 fertiggestellt wurde. Streitigkeiten mit der königlichen Finanzverwaltung, die Einfluss auf interne Angelegenheiten des Prado nahm, führten am 30. März 1857 zum Rücktritt José de Madrazos von seinem Amt. Er blieb jedoch königlicher Hofmaler.
José de Madrazo y Agudo begründete eine Familie von Malern; Federico de Madrazo y Kuntz (1815–1894) und Luis de Madrazo y Kuntz (1825–1897) waren seine Söhne, Raimundo de Madrazo y Garreta (1841–1920) sein Enkel, der Universalkünstler und Modeschöpfer Mariano Fortuny y Madrazo (1871–1949) sein Urenkel. Er starb 1859 in Madrid; der Ort seines Grabes ist unbekannt.

## Werk

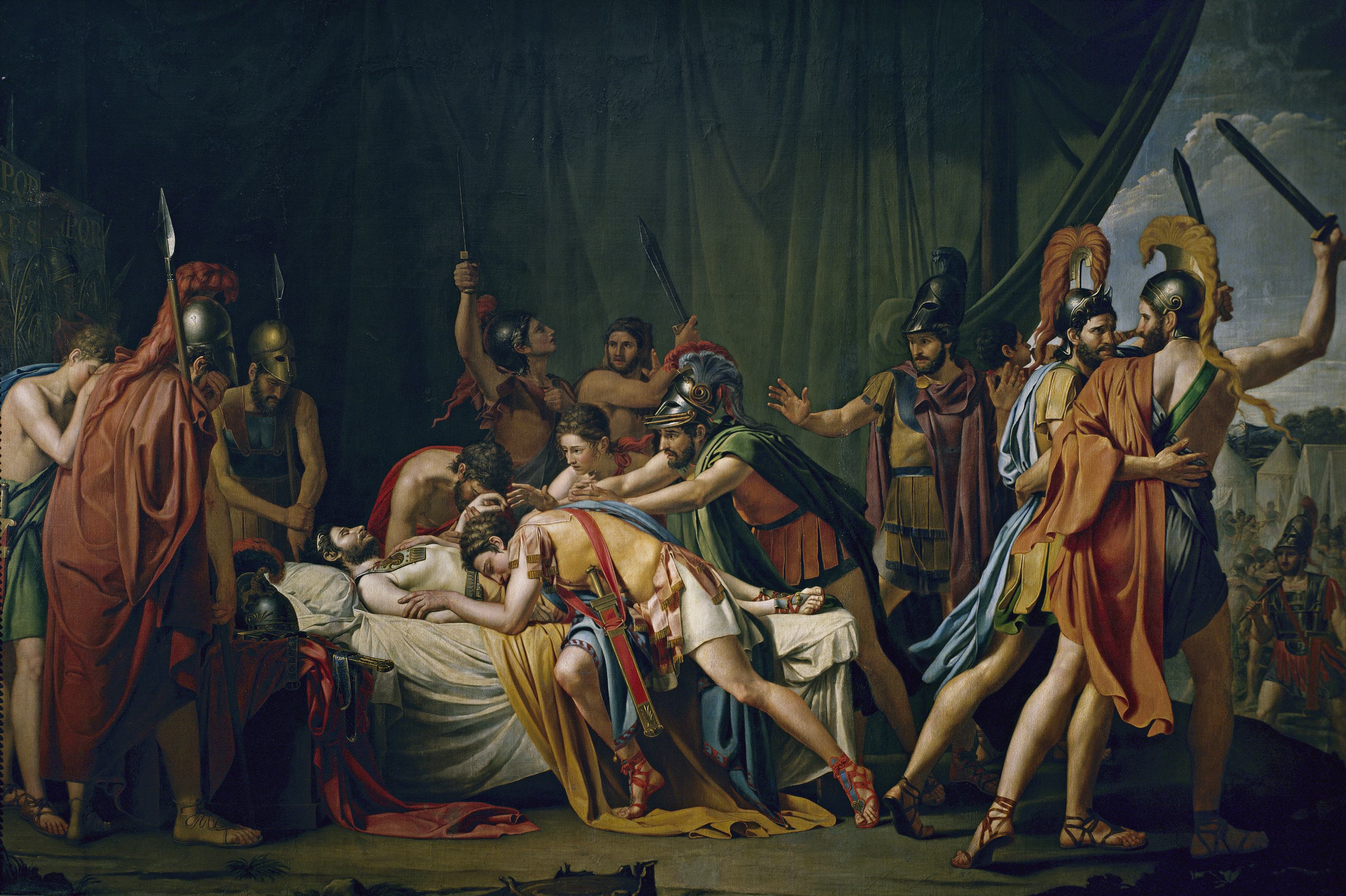
Der Tod des Viriathus (Öl auf Leinwand, 307 × 462 cm). Um 1807, Museo del Prado

Madrazos meist als Historienmalereien ausgeführte Bilder befinden sich in Madrid, eines im römischen Quirinalspalast. Ein bis 2010 unbekanntes Porträt des deutschen Landschaftsmalers Johann Christian Reinhart befindet sich in der Sammlung der römischen Accademia di San Luca. Ein Beispiel für Madrazos klassizistischen Stil der Historienmalerei ist das von etwa 1807 stammende großformatige Ölgemälde Der Tod des Viriathus. Es zeigt den 139 v. Chr. bei einem Attentat aus den eigenen Reihen ermordeten lusitanischen Feldherrn und gilt als vom Patriotismus des Malers inspiriert. Es ist Bestandteil einer Serie von Historiengemälden über die Expansion des Römischen Reiches auf die iberische Halbinsel und zieht eine Parallele zur französischen Invasion in Spanien, die 1823 zu Lebzeiten José de Madrazos stattfand.